# Dolichacantha
Dolichacantha is een geslacht van sponsdieren uit de klasse van de Demospongiae (gewone sponzen).

## Soorten
- Dolichacantha macrodon Hentschel, 1914
- Dolichacantha shikotani Koltun, 1970